# Кіпрас Кажуколовас
Кіпрас Кажуколовас (лит. Kipras Kažukolovas, нар. 20 листопада 2000, Куршенай, Литва) — литовський футболіст, захисник казахстанського клубу «Астана» та національної збірної Литви.

## Ігрова кар'єра

### Клубна
У віці шістнадцяти років Кіпрас Кажуколовас почав виступати за молодіжну команду англійського клубу «Брайтон енд Гоув Альбіон». Після отриманої травми футболіст повернувся до Литви, де деякий час грав на аматорському рівні.
У 2021 році футболіст приєднався до столичного «Жальгіріса», з яким вигравав всі національні трофеї.
Перед початком сезону 2024 року футболіст перейшов до казахстанського клубу «Астана», з яким виграв Кубок ліги.

### Збірна
З 2017 року Кіпрас Кажуколовас виступав за юнацькі та молодіжну збірну Литви.
24 березня 2023 року Кажуколовас дебютував у складі національної збірної Литви.

## Титули
Жальгіріс
 Чемпіон Литви (2): 2021, 2022
 Переможець Кубка Литви: 2022
 Переможець Суперкубка Литви: 2023
Астана
 Переможець Кубка казахської ліги: 2024